# 8115 Сакабе
8115 Сакабе (8115 Sakabe) — астероїд головного поясу, відкритий 24 квітня 1996 року.
Тіссеранів параметр щодо Юпітера — 3,597.
Названо на честь Сакабе (яп. さかべ(坂部) сакабе).